# Китарен център
Китарен център (на английски: Guitar Center) е най-голямата верига за музикални инструменти на дребно в света с 214 места на територията на Съединените щати. Седалището му е в Уестлейк Вилидж, Калифорния.
Китарен Център е „сестра“ на копмании и филиали, като: Music & Arts Center, Musician's Friend, GuitarCenter.com, LMI, Giardinelli, Musician.com, Private Reserve Guitars, Woodwind and Brasswind and Harmony Central.

## История
Основана е в Холивуд от Уейн Мичъл през 1959 г. като „Орган център“ („The Organ Center“), търговец на дребно на електронни органи за дома и за използване в църкви, след това се превръща в основен продавач на електрически китари, китарни усилватели и музикални оборудвания, променя името си на „Център за музикални обурудвания“ („The Vox Centerr“) през 1964 година. Към края на 1960-те продажбите им се увеличават вследствие асоцииране с Бийтълс, които по това време употребяват усилватели, след това започват да продават и оборудвания на Маршал, и техни клиенти стават Ерик Клептън и Боб Марли. Съответно след това Мичъл отново променя името на Китарен Център.

## Рок стената в Холивуд
В Лос Анджелис, на Сънсет булевард се намира „Рок стената“, зала на славата където често попадат музикални изпълнители. Артистите, които биват наградеи са поканени на място, след което те оставят отпечатъци с целите си ръце и в циментови блокове, които са изложени на показ в Китарния Център.
|  | Тази страница частично или изцяло представлява превод на страницата Guitar Center в Уикипедия на английски. Оригиналният текст, както и този превод, са защитени от Лиценза „Криейтив Комънс – Признание – Споделяне на споделеното“, а за съдържание, създадено преди юни 2009 година – от Лиценза за свободна документация на ГНУ. Прегледайте историята на редакциите на оригиналната страница, както и на преводната страница, за да видите списъка на съавторите. ВАЖНО: Този шаблон се отнася единствено до авторските права върху съдържанието на статията. Добавянето му не отменя изискването да се посочват конкретни източници на твърденията, които да бъдат благонадеждни. |